# Dag van de Aarde

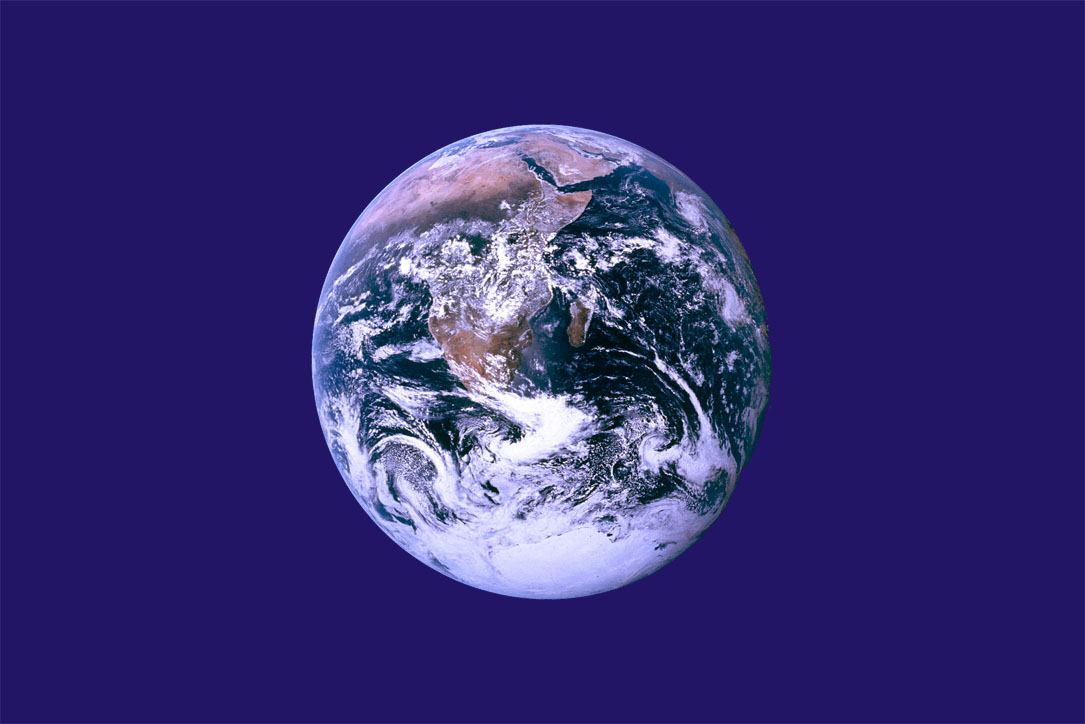
De onofficiële vlag van de planeet Aarde gemaakt door John McConnell bevat de foto The Blue Marble genomen door de bemanning van Apollo 17.

De Dag van de Aarde (Engels: Earth Day) is een jaarlijks evenement op 22 april dat in het teken staat van milieubescherming. De eerste Dag van de Aarde vond plaats in 1970 en was een gevolg van groeiend ecologisch bewustzijn door de bestseller Silent Spring van Rachel Carson uit 1962. In zekere zin markeert de dag daarom het begin van de moderne milieubeweging. De wereldwijde activiteiten worden vandaag de dag gecoördineerd door de ngo EarthDay.Org.

## Verschillen tussen landen
De Dag van de Aarde is vooral in de Verenigde Staten en sommige Spaanstalige landen een populair fenomeen. Vrijwel alle tv-stations daar besteden er aandacht aan. Ieder jaar wordt de periode vanaf 22 april tot eind mei uitgeroepen tot Maand van de Aarde met als hoogtepunt de Dag van de Aarde op 22 april. De activiteiten worden wereldwijd gecoördineerd door de Earth Day Association.

### Nederland
In Nederland vertegenwoordigt de Stichting Dag van de Aarde de Earth Day Association.
Sinds 2002 wordt de Dag van de Aarde in Nederland gevierd met activiteiten in het hele land. Het accent ligt daarbij zeker de laatste jaren op positivisme en dankbaarheid en minder op actievoeren. Om de aandacht voor de aarde ook na deze periode vast te houden, geeft de stichting een krant uit, de Krant van de Aarde.

### België
Ook in België wordt de Dag van de Aarde georganiseerd. De BBL (Bond Beter Leefmilieu) werkt samen met meerdere partners, zoals Natuurpunt, Velt, Greenpeace en anderen. In 2009 werd van de Dag van de Aarde een Week van de Aarde gemaakt met als thema biodiversiteit.

## Geschiedenis
Precies op de Dag van de Aarde in 2022 ging klimaatactivist Wynn Alan Bruce over tot zelfverbranding, op het plein van het Hooggerechtshof van de Verenigde Staten in Washington D.C..